# Premier League 1995-96
La temporada 1995-96 de la Premier League  fue la cuarta edición de la máxima categoría de fútbol en Inglaterra. El campeón fue el Manchester United, que logró su décimo título en Liga.

## Clasificación general
| Pos. | Equipo                  | Pts. | PJ | G  | E  | P  | GF | GC | Dif. | Clasificación 1996-97                          |
| ---- | ----------------------- | ---- | -- | -- | -- | -- | -- | -- | ---- | ---------------------------------------------- |
| 1    | Manchester United (C)   | 82   | 38 | 25 | 7  | 6  | 73 | 35 | +38  | Fase de grupos de la Liga de Campeones         |
| 2    | Newcastle United        | 78   | 38 | 24 | 6  | 8  | 66 | 37 | +29  | Treintaidosavos de final de la Copa de la UEFA |
| 3    | Liverpool               | 71   | 38 | 20 | 11 | 7  | 70 | 34 | +36  | Dieciseisavos de final de la Recopa de Europa  |
| 4    | Aston Villa             | 63   | 38 | 18 | 9  | 11 | 52 | 35 | +17  | Treintaidosavos de final de la Copa de la UEFA |
| 5    | Arsenal                 | 63   | 38 | 17 | 12 | 9  | 49 | 32 | +17  | Treintaidosavos de final de la Copa de la UEFA |
| 6    | Everton                 | 61   | 38 | 17 | 10 | 11 | 64 | 44 | +20  |                                                |
| 7    | Blackburn Rovers        | 61   | 38 | 18 | 7  | 13 | 61 | 47 | +14  |                                                |
| 8    | Tottenham Hotspur       | 61   | 38 | 16 | 13 | 9  | 50 | 38 | +12  |                                                |
| 9    | Nottingham Forest       | 58   | 38 | 15 | 13 | 10 | 50 | 54 | −4   |                                                |
| 10   | West Ham United         | 51   | 38 | 14 | 9  | 15 | 43 | 52 | −9   |                                                |
| 11   | Chelsea                 | 50   | 38 | 12 | 14 | 12 | 46 | 44 | +2   |                                                |
| 12   | Middlesbrough           | 43   | 38 | 11 | 10 | 17 | 35 | 50 | −15  |                                                |
| 13   | Leeds United            | 43   | 38 | 12 | 7  | 19 | 40 | 57 | −17  |                                                |
| 14   | Wimbledon               | 41   | 38 | 10 | 11 | 17 | 55 | 70 | −15  |                                                |
| 15   | Sheffield Wednesday     | 40   | 38 | 10 | 10 | 18 | 48 | 61 | −13  |                                                |
| 16   | Coventry City           | 38   | 38 | 8  | 14 | 16 | 42 | 60 | −18  |                                                |
| 17   | Southampton             | 38   | 38 | 9  | 11 | 18 | 34 | 52 | −18  |                                                |
| 18   | Manchester City (D)     | 38   | 38 | 9  | 11 | 18 | 33 | 58 | −25  | Descenso de categoría                          |
| 19   | Queens Park Rangers (D) | 33   | 38 | 9  | 6  | 23 | 38 | 57 | −19  | Descenso de categoría                          |
| 20   | Bolton Wanderers (D)    | 29   | 38 | 8  | 5  | 25 | 39 | 71 | −32  | Descenso de categoría                          |

 Fuente: [cita requerida]
Notas:
1. ↑  Liverpool se clasificó a la Recopa de Europa 1996-97 como subcampeón de la FA Cup 1995-96, ya que el campeón Manchester United, se clasificó a la Liga de Campeones de la UEFA 1996-97.

| Bandera de Inglaterra                |
| Campeón Manchester United 10º título |

### Estadísticas de la liga
| Goles totales:                 | 988 |
| Promedio de goles por partido: | 2.6 |

## Máximos goleadores
| Jugador            | Equipo            | Goles |
| ------------------ | ----------------- | ----- |
| Alan Shearer       | Blackburn Rovers  | 31    |
| Robbie Fowler      | Liverpool         | 28    |
| Les Ferdinand      | Newcastle United  | 25    |
| Dwight Yorke       | Aston Villa       | 17    |
| Andréi Kanchelskis | Everton           | 16    |
| Teddy Sheringham   | Tottenham Hotspur | 16    |